# 皮西厄斯
皮西厄斯（/ˈpɪθiəs/ ），是希腊生物学家和胚胎学家。她是赫米亞斯的养女，也是亞里士多德的第一任妻子。 

## 个人生活和家庭
皮西厄斯的出生日期仍不清楚，但她大約在公元前330年開始為人知名 ，她在公元前355年之后于雅典逝世。亚里斯多德（Aristotle）和皮西厄斯育有一个女儿，名為小皮西厄斯（Pythias）。

## 小皮西厄斯
小皮西厄斯（Pythias Younger）共结了3次婚，但据说也早於他的父亲過生。她的第一任丈夫為亚里士多德的侄子尼加诺尔（Ncanor）、他的姐姐是阿里姆内斯特（Arimneste） 。根据亚里士多德的遗嘱，尼加諾爾负责家庭事务，直到他的儿子尼各馬可成年为止。而他的第二任丈夫是Procles ，第三任丈夫則為Metrodorus，他是一名医生。

## 从事生物学研究
皮西厄斯和她的丈夫亚里士多德一起在米蒂利尼度蜜月时收集了一系列的生物标本。凯特·坎贝尔·赫德·米德（ Kate Campbell Hurd-Mead）則提出，这对夫妻共同研究了胚胎学。 

## 參看
- 亞里士多德
- 生物學
- 胚胎学